# Synaxis fuscata
Synaxis fuscata är en fjärilsart som beskrevs av George Duryea Hulst 1898. Synaxis fuscata ingår i släktet Synaxis och familjen mätare. Inga underarter finns listade i Catalogue of Life.